# Mathewsia
Mathewsia es un género de fanerógamas perteneciente a la familia Brassicaceae. Comprende 14 especies descritas y de estas, solo 9 aceptadas.

## Taxonomía
El género fue descrito por Hook. & Arn. y publicado en Journal of Botany, British and Foreign 66: 141. 1928.

## Especies aceptadas
A continuación se brinda un listado de las especies del género Mathewsia aceptadas hasta julio de 2014, ordenadas alfabéticamente. Para cada una se indica el nombre binomial seguido del autor, abreviado según las convenciones y usos. 
- Mathewsia auriculata Phil.
- Mathewsia biennis Bridges ex Turcz.
- Mathewsia densifolia Rollins
- Mathewsia foliosa Hook. & Arn.
- Mathewsia incana Phil.
- Mathewsia linearifolia Turcz.
- Mathewsia matthioloides C.Muell.
- Mathewsia nivea O.E.Schulz
- Mathewsia peruviana O.E.Schulz